# Kaarlo Hillilä

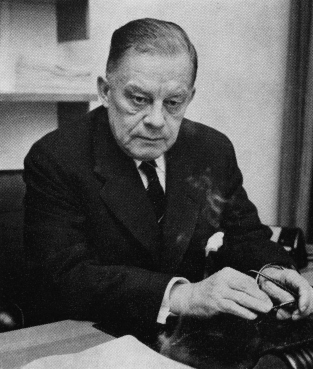
Kaarlo Hillilä.

Kaarlo Henrik Hillilä, född 27 maj 1902 i Uleåborg, död 14 maj 1965 i Helsingfors, var en finländsk ämbetsman och politiker.
Hillilä blev vicehäradshövding 1929, var köpingsdirektör i Rovaniemi 1929–1930 och 1933–1944 samt landshövding i det nybildade Lapplands län 1938–1947. Han tillhörde Agrarförbundet och var inrikesminister 1944–1945, folkförsörjningsminister 1945–1946 samt andre kommunikationsminister och andre socialminister 1945–1946. 
Hillilä upprätthöll under kriget kordiala relationer med den tyska Lapplandsarmén men värnade samtidigt om civilförvaltningens rättigheter. På den besvärliga posten som inrikesminister var han lyhörd för den sovjetiska kontrollkommissionens behov och önskemål samt vann därigenom dennas förtroende. 
Hillilä var en av Urho Kekkonens förtrogne och bidrog till att utforma K-linjen. Han åtnjöt allmän uppskattning för sina insatser i de kristida regeringarna, men blev med tiden alltmer alkoholiserad och obrukbar för högre värv i statens tjänst. Han innehade en reträttpost som direktör vid Folkpensionsanstalten 1947–1954 och 1958–1965.